# Never Gonna Die
Never Gonna Die es el duodécimo álbum de estudio del grupo de punk rock norteamericano Pennywise, que fue publicado el 20 de abril de 2018 por Epitaph Records. Sus dos sencillos principales, «Never Gonna Die» y «Won't Give Up the Fight» fueron lanzados previamente, el 3 de abril de 2018.

## Listado de canciones
Todas las canciones escritas por Pennywise.

| CD / Descarga digital |                           |          |  |
| N.º                   | Título                    | Duración |  |
| 1.                    | «Never Gonna Die»         | 2:40     |  |
| 2.                    | «American Lies»           | 2:11     |  |
| 3.                    | «Keep Moving On»          | 2:30     |  |
| 4.                    | «Live While You Can»      | 2:37     |  |
| 5.                    | «We Set Fire»             | 3:03     |  |
| 6.                    | «She Said»                | 3:40     |  |
| 7.                    | «Can't Be Ignored»        | 3:35     |  |
| 8.                    | «Goodbye Bad Times»       | 3:07     |  |
| 9.                    | «A Little Hope»           | 2:55     |  |
| 10.                   | «Won't Give Up the Fight» | 3:02     |  |
| 11.                   | «Can't Save You Now»      | 2:47     |  |
| 12.                   | «All the Ways U Can Die»  | 3:08     |  |
| 13.                   | «Listen»                  | 1:43     |  |
| 14.                   | «Something New»           | 2:15     |  |
| 39:13                 |                           |          |  |

## Recepción de la crítica
James Christopher Monger del sitio web Allmusic señaló que «Never Gonna Die se eriza con intención, incluso si suena un poco atrapado en ámbar. La ejecución es impecable, especialmente en inductores de pit amplificados como "Live While You Can", "American Lies" y el ardiente corte de título, pero esa urgencia sónica a veces se ve empantanada por una preocupación por el pasado. Que una banda en la cúspide de su tercera década deba sentirse un poco reflexiva no es una sorpresa, pero la nostalgia no siempre se combina tan bien con el punk como con otros géneros».
Bradley Zorgdrager del sitio especializado Exclaim! indicó en su reseña que «Más o menos regresan a su sonido característico, para bien o para mal. El álbum comienza más cerca de los días de gloria, con los riffs metálicos de la canción principal y los indispensables "whoas", el verso frenético silenciado con la palma de la mano de "American Lies", el motivador "Keep Moving On" que sacude rápidamente sus comienzos en "American Jesus", y la súper pegadiza "Live While You Can"».

## Posicionamiento en listas
| Listas (2018)                           | Mejor posición |
| --------------------------------------- | -------------- |
| Alemania (Offizielle Top 100)           | 24             |
| Australia (ARIA)                        | 18             |
| Austria (Ö3 Austria)                    | 27             |
| Bélgica (Ultratop flamenca)             | 107            |
| Estados Unidos (Billboard 200)          | 119            |
| Estados Unidos (Top Alternative Albums) | 10             |
| Estados Unidos (Top Hard Rock Albums)   | 9              |
| Estados Unidos (Independent Albums)     | 8              |
| Estados Unidos (Top Rock Albums)        | 25             |
| Suiza (Schweizer Hitparade)             | 23             |

## Créditos
| - Jim Lindberg – Voz - Fletcher Dragge – Guitarra - Randy Bradbury – Bajo - Byron McMackin – Batería | - Sergio Chávez – Ingeniero - Michael Cortada – Ilustración - Jason Link – Diseño - Eric Boulanger – Masterización - Cameron Webb - Productor, ingeniero, mezclas |